# سپهر اعظمی
سپهر اعظمی (۲۵ بهمن ۱۳۷۷ – ۱۵ آذر ۱۴۰۱) یکی از کشته‌شدگان، در جریان خیزش ۱۴۰۱ ایران بود. او پس از زخمی شدن با گلوله‌های ساچمه‌ای نیروهای امنیتی، ۳۳ روز در وضعیت کما قرار داشت و در حالی‌که یک چشم او تخلیه شده بود، جان‌باخت.

## زندگی
سپهر اعظمی ۲۵ بهمن سال ۱۳۷۷ در تهران متولد شد. او در خانواده‌ای کُرد یارسان متولد شد که اصالتاً اهل صحنه در استان کرمانشاه بودند. او که یک برادر و یک خواهر بزرگ‌تر از خودش داشت، در ۵ سالگی به همراه خانواده از تهران به کرج رفت و در منطقهٔ چهارباغ ساکن شد. محمدرضا، پدر سپهر اعظمی، کارگر و مادرش فریده، خانه‌دار بود. وقتی ۷ ساله بود، در راه سفر نوروزی به مشهد، خودرو آنها دچار سانحه شد و او با شکستگی دست و پا، حدود ۱۲ روز در کما به‌سر برد. سپهر اعظمی بیش از درس خواندن، به کارهای فنی و تتو علاقه داشت و قصد کرده بود تا یک تتو آرتیست حرفه‌ای شود. وی همچنین به طراحی، سفالگری، تنیس روی میز، رانندگی، دریا و مسافرت علاقه داشت. او از ۱۹ سالگی به آرایشگری گرایش پیدا کرد و با گذراندن دوره و کسب مدارک آرایشگری، در طبقهٔ پایین خانهٔ پدری، یک آرایشگاه افتتاح کرد و در آن‌جا به کار آرایشگری مشغول شد. وی در آرایشگاه خود، به افراد و کودکان بی‌بضاعت و کارتن‌خواب خدمات رایگان می‌داد. او همچنین به حیوانات علاقه داشت و به سگ‌های بی‌خانمان غذا می‌داد و یک سگ به اسم «تدی» داشت.

## کشته‌شدن
سپهر اعظمی پس از شنیدن خبر جان‌باختن مهسا امینی به شدت ناراحت و عصبانی بود. او ۱۲ آبان ۱۴۰۱، همزمان با مراسم چهلم حدیث نجفی یکی دیگر از کشته‌شدگان خیزش ۱۴۰۱ ایران، در کوچهٔ ظفر ۱۴ واقع در کمال‌شهر کرج، توسط نیروهای سرکوبگر، از فاصلهٔ ۲ متری هدف ده‌ها گلولهٔ ساچمه‌ای قرار گرفت. بیش از ۷۰ گلولهٔ ساچمه‌ای به قفسهٔ سینه تا صورت او اصابت کرد و به زمین افتاد. یکی از کارتن‌خواب‌هایی که سپهر اعظمی در مغازه‌اش او را رایگان اصلاح می‌کرد، با دیدن این صحنه فریاد زد که وی را نجات بدهید. در همین حال او و یکی از معترضان با خودرو پژو ۲۰۶، سپهر اعظمی را به بیمارستان رساندند. با تماس همسایه‌ها، خانوادهٔ سپهر اعظمی نشانی از فرزندشان را در بیمارستان کوثر یافتند. کادر درمان این بیمارستان به خانواده می‌گویند که فرزند آن‌ها به بیمارستان مدنی منتقل شده‌است. سپهر اعظمی در این بیمارستان، برای خارج کردن گلوله‌های ساچمه‌ای از سرش، تحت عمل جراحی قرار گرفت. به گفتهٔ پزشکان ۴ گلوله از راه چشم وارد مغز او شده بود. وی با سطح هوشیاری ۱٫۵ به کما رفت. سپهر اعظمی را پس از مدتی مجدداً به اتاق عمل برده و چشم چپ او را تخلیه کردند.
پس از دو هفته سطح هوشیاری او کمی بالاتر رفت و به صدای نزدیکانش واکنش نشان داد اما از ۱۳ آذر، بدنِ او دیگر مواد غذایی مانند سوپ و آب‌میوه را قبول نکرد. یکی از ساچمه‌ها به نقطه حساس مغز رسیده و عفونت کرده بود و اجازه نمی‌داد سطح هوشیاری وی بالا بیاد. پزشکان اعلام کردند که دیگر کاری از دست آنان ساخته نیست. سپهر اعظمی پس از ۳۳ روز که در حالت کما بود، ساعت ۶ صبح ۱۵ آذر ۱۴۰۱ در بیمارستان مدنی کرج جان‌باخت.
پیکر سپهر اعظمی ۱۷ آذر ۱۴۰۱ در «بهشت علی» اشتهارد به خاک سپرده شد.

## حواشی
- سپهر اعظمی در آخرین استوری صفحهٔ شخصی خود در اینستاگرام، چند ساعت پیش از شروع اعتراضات چهلم حدیث نجفی، نوشته بود: «ای تاریخ، ما را به یاد داشته باش…»[۳]
- سپهر اعظمی چند ساعت پس از شروع مراسم چهلم حدیث نجفی، به دوستان و خانواده‌اش پیام داد و گفت: «بیاید بیرون ببینید چه‌خبره اینجا. مردم همه اومدن، دارن بالاخره انتقامشون رو می‌گیرن از اینا.»[۳][۴]
- هنگامی که سپهر اعظمی در حالت کما و در بیمارستان بود، تحت نظر نیروهای امنیتی قرار داشت. این نیروها به حراست بیمارستان گفته بودند در صورت خارج شدن وی از کما، به سرعت آن‌ها را مطلع نمایند.[۱]
- پس از جان‌باختن سپهر اعظمی، مأموران امنیتی از خاکسپاری پیکر سپهر در چهارباغ، محل قبلی زندگی آن‌ها، بهشت سکینه و آرامستان کرمانشاه جلوگیری کردند.[۲]
- مأموران به خانوادهٔ اعظمی گفتند، تنها درصورتی که خاکسپاری در قبرستان بهشت علی اشتهارد انجام شود، پیکر سپهر را تحویل خواهند داد. خانوادهٔ اعظمی به ناچار پس از دو روز به خواستهٔ مأموران تن دادند و پیکر فرزندشان را در فضایی امنیتی و با حضور تنها ۱۰ نفر از نزدیکانشان به خاک سپردند.[۱][۱۱]
- در برگهٔ گواهی فوت پزشکی قانونی، علت درگذشت سپهر اعظمی اصابت گلوله عنوان شده‌است.[۲][۱۲]
- ۲۵ دی ۱۴۰۱ مراسم چهلم سپهر اعظمی در آرامگاه او برگزار شد.[۱۳][۱۴]
- ۲۵ بهمن ۱۴۰۱، مراسم تولد سپهر اعظمی توسط همکاران و نزدیکانش، در آرایشگاهِ او و با سردادن شعار «شهید نامره»، برگزار شد.[۱۵][۱۶]
- ۲۶ اسفند ۱۴۰۱، جمعی از مردم، خانواده و بستگان سپهر اعظمی، در آخرین پنج‌شنبه سال بر مزار او در بهشت علی کرج حضور یافته و به او ادای احترام کردند.[۱۷]
- ۹ خرداد ۱۴۰۲، پدر محمدمهدی کرمی معترض اعدام شده و مادر شهریار محمدی، از کشته‌شدگان خیزش ۱۴۰۱ ایران، بر مزار سپهر اعظمی درخت کاشتند.[۱۸]
- ۲۷ خرداد ۱۴۰۲ سیامک اعظمی، برادر سپهر اعظمی نوشت: حتی اجازه نمی‌دهند عزاداری کنیم و برای عزیزان از دست‌رفته‌مان حداقل سر خاکشان تولد بگیریم. هیچ‌کسی هم صدایمان را نمی‌شنود و ما را نمی‌بیند که داریم یکی یکی زجرکش و تمام می‌شویم.[۱۹]
- به دنبال حضور خانوادهٔ اعظمی در آرامگاه فرزندشان،[۲۰] ۲۵ مرداد ۱۴۰۲ تمامی اعضای خانوادهٔ سپهر اعظمی به دادسرا و سپس به اداره اطلاعات کرج احضار شدند.[۲۱] سیامک اعظمی برادر سپهر، با اعلام «احضار فوری» خانواده‌اش، در توییتی نوشت: «شانس آوردم خانه نبودم، وگرنه مرا برده بودند. ولی پدر و مادر رفتند. آنها را تنها نگذارید.»[۲۲][۲۳]
- ۸ شهریور ۱۴۰۲، سیامک اعظمی، برادر سپهر اعظمی، گفت که همه اعضای خانواده او به دادسرا احضار شده‌اند.[۲۴]